# Петер IV фон Розенберг
Петер IV фон Розенберг (на немски: Peter V. von Rosenberg „der Hinkende“; на чешки: Petr V. z Rožmberka; „Petr Kulhavý“; * 17 януари 1462; † 9 октомври 1523) е бохемски благородник от род Розенберг, регент на род Розенберг (1493 – 1523), хауптман и щатхалтер на Бохемия.
Той е третият син на Йохан II фон Розенберг (1434 – 1472), „главен хауптман“ на Силезия, и съпругата му принцеса Анна от Силезия-Глогау († 1483), дъщеря на херцог Хайнрих IX фон Глогау/Глогов († 1467) и Хедвиг фон Оелс († 1447/53), дъщеря на херцог Конрад III фон Оелс.
Брат е на Хайнрих V (1456 – 1489), от 1472 до 1475 г. регент на фамилията Розенберг, Вок II (1459 – 1505), управлява от 1475 до 1493 г., и Улрих III (1471 – 1513).
След смъртта на баща му 1472 г. най-големият му брат Хайнрих V фон Розенберг поема наследените собствености и ги управлява сам до януари 1475 г. След това той управлява заедно с по-малкия си брат Вок II. Вероятно Хайнрих V има психическо заболяване и ментални проблеми. Хайнрих V фон Розенберг предава регентството на 24 август за три години на Вок II и се оттегля в замък Розенберг. Малко след това Вок II и братята му дават управлението за шест години на чичо им Бохуслав фон Шванберг. Договорът е сключен на 11 декември 1475 г.
По здравословни причини Вок II на 4 декември 1493 г. дава управлението на брат си Петер IV фон Розенберг и за себе си той запазва Требон (Витингау), където се нанася.
Петер IV поема управлението и става опекун на децата на брат му Вок. Малко по-късно крал Уласло II го прави хауптман и по време на отсъствието му на щатхалтер на Бохемия. През 1497 – 1501 г. Петер IV успява да се приеме от народното събрание и от управлението на Бохемия признаването на привилегираното място на Розенбергите със закон от 1501 г.
През 1499 г. Петер IV се отказва от поста му хауптман и щатхалтер, заради високите разходи. Той се грижи за собственостите си, строи църкви, 1503 – 1513 г. престроява своя дворец в Чески Крумлов в стил късна готика. Той изпраща през 1505 г. племенника си Петер V фон Розенберг (1489 – 1545) да следва в баварския Волфратсхаузен.
На 5 декември 1513 г. Петер IV получава право да преработва злато и сребро без данъци и свободно да го продава..
Понеже няма деца той чрез завещание разделя собствеността си между племенниците си, синовете на брат му Вок II.
След смъртта на бездетния Петер IV фон Розенберг управлението отново получават синовете на Вок II.
Петер IV фон Розенберг е погребан във фамилната гробница в манастирската църква на Хоенфурт/Вишеброд.

## Фамилия
Петер IV фон Розенберг се жени 1483 г. за Елизабет/Елишка Катерина фон Кравар († 1 май 1500), богата вдовица на пан Петролта от Липе († ок. 1482). Те имат една дъщеря:
- Барбора († млада)